# خانه حاج قلیخان
خانه حاج قلیخان مربوط به دوره قاجار است و در قم، جنب دبستان سعدی، محل اداره میراث فرهنگی واقع شده و این اثر در تاریخ ۲۹ تیر ۱۳۷۷ با شمارهٔ ثبت ۲۰۷۲ به‌عنوان یکی از آثار ملی ایران به ثبت رسیده است.